# Coloplast
Coloplast A/S er en dansk virksomhed, der udvikler og markedsfører produkter og serviceydelser indenfor sundhedspleje. Coloplast har fire primære forretningsområder: stomi, kontinens og interventionel urologi, hud- og sårbehandling samt stemme og respiratorisk pleje.
Coloplast udvikler produkter, tilbehør og serviceydelser indenfor dets fire forretningsområder. Eksempler på produkter inkluderer stomiposer, katetre, plastre og bandager.
Coloplast startede oprindeligt i Thisted, men nu har Coloplast hovedsæde i Humlebæk. Efter den tidligere ejer er død, er hele produktionen flyttet til udlandet. Virksomheden beskæftiger omkring 16.000 mennesker over hele verden, med salgsaktiviteter i 53 lande og produktion i Ungarn, Frankrig, USA og Kina.
Coloplast markedsfører og sælger sine produkter og serviceydelser globalt. Produkterne leveres til hospitaler, institutioner, grossister og detailforretninger. På enkelte markeder leverer Coloplast dog direkte til brugerne.
Virksomheden havde en omsætning på 24.500 millioner DKK i regnskabsåret 2022/2023. Europa udgør det største marked, men over de seneste år er særligt det nordamerikanske marked vokset hurtigt.
Coloplast er noteret på Københavns Fondsbørs og har i lange perioder været en del af C20-indekset.

## Historie
Coloplasts historie går tilbage til 1954. Sygeplejerske Elise Sørensen var bekymret over sin søsters ændrede livsstil efter en stomioperation og besluttede sig for at udvikle en løsning, der kunne hjælpe mennesker med stomi. Hun opfandt en engangspose udstyret med et klæbestof, som kunne sættes fast direkte på kroppen – uden besværlige forbindinger. Dermed kunne man undgå lækage og lugtgener.
Med et designet og patenteret produkt manglede Elise Sørensen en producent til at fabrikere stomiposen. Her kom ejeren af den i 1951 etablerede plastikposefabrik Dansk Plastic Emballage civilingeniør Aage Louis-Hansen og hans kone Johanne Louis-Hansen - der havde en uafsluttet sygeplejerskeuddanelse - ind i billedet.
Sammen etablerede de Coloplast i 1957, og snart havde stomiposen vundet indpas på både det danske og udenlandske marked. I dag producerer Coloplast en lang række produkter, såsom stomiposer, katetre og bandager til brug på hospitaler og i private hjem.